# Rino Mathis
Rino Mathis (* 25. Juli 1972 in Männedorf) ist ein professioneller Schweizer Pokerspieler. 

## Werdegang
Mathis spielte zunächst Schach, wo er knapp am Schweizer Juniorentitel scheiterte. Vom Schach kam er über Backgammon zum Poker. Im Backgammon gewann er 1993 die European Championship Events und die Schweizer Meisterschaft. Er lernte den Beruf des Informatikers. Neben seiner Lehre spielte er in Wien und Salzburg Poker. Er gewann das 200 Euro teure Turnier in der Variante No Limit Hold’em der Bregenz Open im Jahr 2008.
Sein grösster Gewinn war der dritte Platz mit 117'000 Euro beim Main Event der Master Classics of Poker 2002 in Amsterdam. Seine bis dato letzte Geldplatzierung erzielte er 2014 bei der European Poker Tour in Wien. Mit einem Gesamtpreisgeld von über 750'000 US-Dollar liegt er auf dem elften Platz der Schweizer All Time Money List.
Mathis war Mitglied im Team der Full Tilt Pros. Ab 2009 war er eine Zeit lang Mitglied des Team PokerStars. Mathis ist verheiratet, hat zwei Kinder und lebt in Uster.